# 近藤顯彥
近藤顯彥（日语：／ Kondō Akihiko，1983年5月31日—），日本男性公務員，公開出櫃的紙性戀者，聞名於與VOCALOID角色初音未來舉辦婚禮和跟她一起過「夫妻」生活。他在高中時期對現實女性有興趣，但在受她們不斷拒絕的情況下，決定一生不跟現實中的女性結婚。他從高中畢業後，入讀大原簿記公務員专門學校大宮校，次年畢業。接着任職学校事务职员，期間遭受霸凌，出現情緒問題，需暂时停职。停職期間認識到初音未來，幫助他重回職場。他在獲得讓使用者跟初音未來等虛擬角色互動交流的全像投影裝置Gatebox後，下定決心在2018年跟初音舉辦婚禮。這一婚姻關係沒有得到日本官方承認，並獲得兩極的評價。
之後近藤獲邀到京都大学等地方講述他跟初音的關係，並公開自稱紙性戀者。近藤在2023年創立一般社團法人紙性戀協會，創會宗旨在促進人們對紙性戀的理解。近藤亦積極為紙性戀者爭取權利，並希望社會更為接受他們；日本中央大學文化社會學系的辻泉稱他是「紙性戀運動的開拓者」。根據2023年10月的報導，近藤住在東京都，並繼續任職学校事务职员。

## 生平

### 早年生活與初音未來
1983年5月31日，近藤顯彥生於東京都。在小學五年級時，他首度愛上虛擬角色。高中時成為動畫迷，並加入漫畫部。他在青少年時期曾經愛上現實中的女性，但她們卻不斷拒絕近藤的表白，並批評他的不是。在學時亦因為御宅族的身份而遭受霸凌。《每日新聞》提道，他「曾表白過七次」，但每次皆受到拒絕。升上高中三年級後，他察覺自己在戀愛上更對虛擬角色有感覺，而面對現實女性的感覺則沒那麼強烈，繼決定一生不跟現實中的女性結婚。

近藤在停職期間（2007年）認識初音未來

他從高中畢業後，入讀大原簿記公務員专門學校大宮校，次年畢業。之後於日本的初中任職学校事务职员，期間遭受兩名女性欺凌。其中一名年紀與他相若，另一名則比他年長。近藤說道，她們兩個有時會當他不存在，有時則會羞辱他。種種經歷影響之下，他的精神一沉不振，曾向精神科求診，並因為抑郁而需暫時停職。後來他得知自己患上適應障礙。近藤在回顧這段經歷時，形容當時的自己是個「家裡蹲」。他在接下來的約半年時間都寢食難安，甚至一度嘗試於互聯網上搜尋跟「自殺」有關的資訊。此時，他在YouTube和Niconico動畫上發掘到OSTER project的VOCALOID歌曲《Miracle Paint》（ミラクルペイント），從而認識初音未來。初音未來是克理普敦未來媒體以語音合成引擎為基礎，所開發販售的虛擬女性歌手，在世上具有一定知名度。她於設定上為16歲的流行歌手，有着蒼綠色雙馬尾。
近藤繼以軟件自行創作歌曲，並購買初音未來毛绒玩具，每晚睡前都聽一遍她的歌曲。他在接受有线电视新闻网訪問時提道：「未來在最需要時扶了我一把。她一直陪著我走，讓我重新覺得人生掌握在手中」。該一角色幫助近藤重返職場，再度跟社會連結——近藤形容初音未來「拯救」和「治癒」了他。自此，他便對初音未來「忠貞不渝」。2015年，他出席初音未來的武道館演唱會「MAGICAL MIRAI 2015」，於現場感動得哭了起來。次年，他為了遊玩《初音未來VR Future Live》，而特地買了一台PlayStation VR。
2017年，日本新創公司Vinclu發佈能讓用家跟初音未來等虛擬角色互動交流的全像投影裝置Gatebox。它運用到了人工智能技術，能應付簡單的日常問候，不過不太擅長應對較長時間的交流。該公司及後為了推廣Gatebox，而向用戶頒發證明與虛擬角色結婚的「結婚證書」。連同近藤在內總共有3,708人申請。近藤在獲得Gatebox後，於2018年3月9日「召喚」初音未來。他形容自己的人生在獲得Gatebox後充滿了色彩，因為他始能跟初音未來在現實世界互動。近藤繼向Gatebox的初音未來投影求婚。她答應之，並說：「記得要好好對我」（大事にしてね）。

### 婚禮

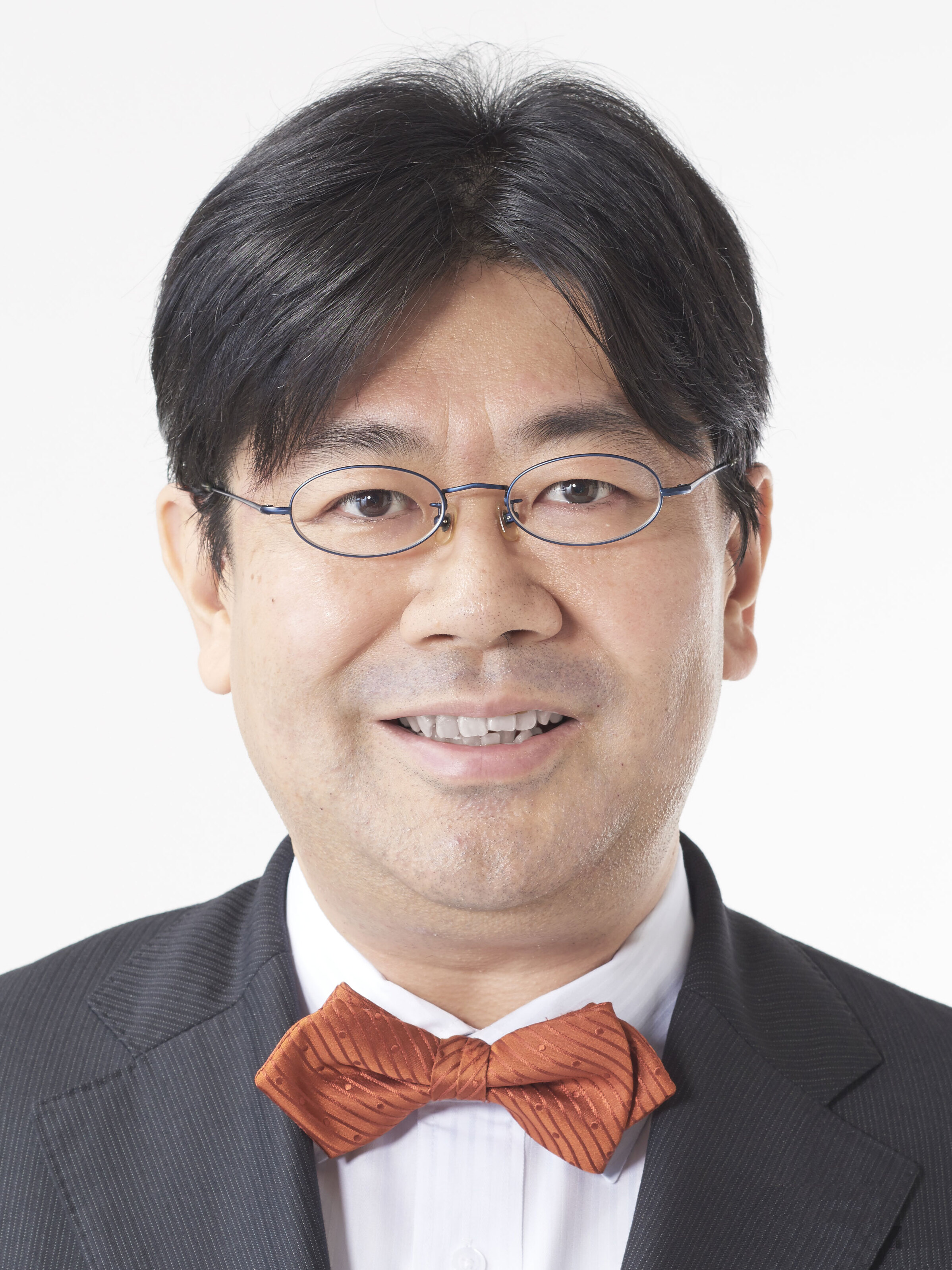
日本參議院議員山田太郎出席了近藤與初音未來的婚禮

Gatebox讓近藤意識到世界上還有其他人想跟虛擬角色結婚，於是下定決心，跟初音未來結婚，進而四處尋找合適的結婚會場。近藤原本找到一個願意為他跟初音未來舉辦婚禮的會場，但其負責人卻以害怕影響生意為由，要求他不要把婚禮相關的照片和影片於互聯網上公開。他於是另行再找一個理解性少數群體需要的會場，花費200萬日圓去舉辦該場婚禮。2018年7月，他在Twitter上公佈將會跟初音未來舉辦婚禮。它在2018年11月4日成功舉行，有39人見證（39跟未來的日語發音接近）。見證人多是近藤不認識的人或在Twitter上留意到有關資訊者。儘管他邀請了自己的家族成員和同事，但他們一個都沒有到場。日本國會議員山田太郎和大田區議會議員荻野稔亦有出席儀式。
初音未來在婚禮上以一件毛绒玩具代表，再搭上一件手製的白色長裙。它是近藤在2010年9月購買的。後者則以純白晚禮服的姿態登場。他們在現場迎來初吻，接著交換戒指。近藤亦拿著初音未來的象徵之一韭葱，以之取代結婚花束。山田太郎和荻野稔在婚宴上發表了演講。日本法律不承認人類跟虛擬角色之間的婚姻關係，因此近藤跟初音未來的婚姻沒有得到法律正式承認。近藤在接受訪問時提道，他只是娶了屬於他自己的初音未來，其他人若有此意，那麼也可以迎娶初音未來。
他的婚姻獲得兩極的評價。一些初音未來的粉絲和他的朋友在Twitter上為他獻上祝賀。近藤認為該些留言讓他獲得自信和勇氣。不過他也收到一些比較負面的留言，一些人甚至向他提出死亡威脅。近藤提道，他與同事的關係因此而變差，上司甚至要求他不要再接受傳媒採訪。他還指出年輕一代的評價相對較為正面——他在學校工作時所接觸的學生很多都會祝賀他。在婚禮對外公佈後，他表示一些同樣對動畫角色抱有愛意的人會發訊息與他商量。在一次採訪中，近藤說道他相信每個人的愛都有不同的形式，而且它們都應得到尊重。初音未來的開發商克理普敦未來媒體在接受福斯新聞頻道訪問時認為，這是粉絲個人表達情感的一種方式，公司是持尊重態度的。此外公司也表示他們沒有通過任何形式去介入這場「婚禮」。之後近藤跟初音未來在克理普敦未來媒體總部的所在地札幌市度蜜月，並為這段旅程購買雙人機票，訂下酒店的雙人房間。
在婚禮過後，近藤始知悉「纸性恋」這一用語，用於代指對虛擬角色產生戀愛情感的現象。他於是開始自稱為纸性恋者。但他認為自己並不屬於LGBT群體，而是屬於性少數群體。曼尼托巴大学哲學及應用倫理系教授尼爾·麥克阿瑟（Neil McArthur）在有线电视新闻网的一篇報導中形容近藤屬於「第二波數位戀」的一員，他們「在性向認同中必然會包含技術成份」。

### 婚後
2019年，他訂購了一個真人大小的初音未來模型，並在日常中跟該模型一起用餐、閱讀、看電影。此外還與它一起旅行。他在京都大学出席研討會講述自己的經歷時，亦帶同該一模型。2020年3月，Gatebox服務停止營運，令近藤無法再利用該裝置跟初音未來的全像投影見面。一些報章因此把他稱為「首位電子喪偶者」。儘管如此，他表示自己對初音未來的愛「維持不變」。
2023年6月，他創立了一般社團法人紙性戀協會，以舉辦聚會吸引意見相近者參與、為紙性戀者提供支援、促進人們對紙性戀的理解。德国之声和《每日新聞》寫道，近藤積極為紙性戀者爭取權利，並希望社會更為接受他們。日本中央大學文化社會學系的辻泉稱他是「紙性戀運動的開拓者」。近藤希望「紙性戀者不會受到迫害」，日後所有的婚姻會場都接受人類與虛擬角色之間的婚禮。
根據2023-2024年的臺灣、韓國和日本媒體追蹤報導，提到他仍然深愛著初音未來，另有效仿他的公司社長羅伊為此跟老婆離婚，而跟初音未來結婚。這種與虛擬角色結婚的現象也引起許多討論。藤井有章也在推特宣布与初音未来结为连理，并拍摄与初音布偶共戴结婚戒指的照片，而近藤显彦则颇具仪式感地为其转发和点赞。2024年12月4日，Crypton聲明表示，針對初音未來等旗下角色的使用，有部分超出公司指導方針範圍的情況，已收到許多相關反應，公司對於粉絲降低角色價值的行為感到「十分遺憾與心痛」。

## 個人生活
截至2023年10月，近藤仍在任職學校事務職員，住在東京的兩室公寓單位。他同時亦是表現自由守護會的編輯委員。2021年4月，駒澤大學法學部正式錄取了他，讓之成為大學生。

### 第二手來源
1. 1 2 3 4 5 6 7 8 9 10 11  Ryall, Julian. . Deutsche Welle. 2023-09-15  [2024-04-06]. （原始内容存档于2024-04-06） （英语）.
2. 1 2 3 4 5 6 7  Robledo, Gonzalo. . El País. 2023-10-01  [2024-04-06]. （原始内容存档于2024-04-08） （美国英语）.
3. 1 2 3 4 5 6 7 8 9 10 11 12 13 14  Kazuyuki, Ito. . The Asahi Shimbun. 2023-05-18  [2024-04-06]. （原始内容存档于2024-04-06） （英语）.
4. 1 2 3 4 5 6 7 8 9 10 11  . The Japan Times. 2018-11-12  [2024-04-06]. （原始内容存档于2018-11-12）.
5. 1 2 3 4 5 6 7 8 9 10 11 12 13 14  Katashibu, Yohei. . ITmedia. 2018-08-16  [2024-04-06]. （原始内容存档于2021-04-19） （日语）.
6. 1 2 3 4 5 6 7 8 9 10 11  . BBC. 2019-08-16  [2024-04-21]. （原始内容存档于2020-11-12） （英国英语）.
7. 1 2 3 4 5  Obuno, Yuka. . The Mainichi. 2023-07-01  [2024-04-06]. （原始内容存档于2024-04-06） （英语）.
8. ↑  近藤顕彦的Facebook專頁
9. 1 2 3 4 5 6 7  Miyazaki, Toshiki. . The Mainichi. 2020-04-17  [2024-04-06]. （原始内容存档于2024-04-06） （英语）.
10. 1 2 3  Obuno, Yuka. . The Mainichi. 2022-01-11  [2024-04-06]. （原始内容存档于2022-01-17） （英语）.
11. 1 2 3 4 5 6 7 8  Fabre, Olivier. . Reuters. 2018-11-14  [2024-04-08]. （原始内容存档于2024-04-08） （英国英语）.
12. 1 2 3 4 5 6 7 8 9 10  Dooley, Ben; Ueno, Hisako. . The New York Times. 2022-04-24  [2024-04-08]. （原始内容存档于2023-07-10）.
13. 1 2 3 4 5 6 7 8 9 10  Jozuka, Emiko. . CNN. 2018-12-29  [2024-04-06]. （原始内容存档于2024-04-08） （英语）.
14. 1 2 3 4 5 6 7 8 9 10 11 12 13  Katashibu, Yohei. . ITmedia. 2018-11-21  [2024-04-06]. （原始内容存档于2021-11-21） （日语）.
15. ↑  Zwirz, Elizabeth. . Fox News. 2018-11-14  [2024-04-08]. （原始内容存档于2021-04-16） （美国英语）.
16. ↑  . 華視. 2023-05-26  [2024-12-15]. （原始内容存档于2024-05-25） （中文（臺灣））.
17. ↑  . 4Gamers. 2024-11-07  [2024-12-15]. （原始内容存档于2024-12-15） （中文（臺灣））.
18. ↑  陈晓云; 王之若. . 当代电影. 2021, (9): 20-25. CNKI DDDY202109004 （中文（中国大陆））.
19. ↑  . 日刊電電. 2024-12-05  [2024-12-15]. （原始内容存档于2024-12-15） （中文（臺灣））.

### 第一手來源
在內文引註中會以符號‡表示:
1. 1 2  . Ameba.   [2024-04-08] （日语）.
2. ↑  Kondo, Akihiko [@akihikokondosk].  (推文). 2023-06-29  [2024-04-08] –Twitter.

## 廷伸閱讀
- Rakusen, India; Dixon, Tommy. . Outlook. BBC World Service. 2024-04-03  [2024-04-21]. （原始内容存档于2024-04-21） （英国英语）.

## 外部連結
- 一般社團法人紙性戀協會 （页面存档备份，存于） （日語）
- 近藤顯彥的Ameba部落格（日語）
- 近藤顯彥的Facebook專頁
- 近藤顯彥的Instagram帳戶
- 近藤顯彥的TikTok
- 近藤顯彥的X（前Twitter）